# Germiniano Esorto
Germiniano Esorto (Laprida, 9 de junio de 1897 -  Quilmes, 18 de octubre de 1978) fue un sacerdote católico argentino, primer arzobispo de Bahía Blanca.

## Biografía
El 23 de agosto de 1943, el papa Pío XII lo nombró obispo titular de Birtha y auxiliar de la Arquidiócesis de La Plata. Fue consagrado por el  arzobispo Juan Pascual Chimento en el mes de octubre. Tres años más tarde, fue nombrado obispo de Bahía Blanca, haciéndose cargo de su sede diocesana en marzo de 1947.
Durante el conflicto entre el gobierno peronista y la Iglesia, monseñor Esorto y decenas de sacerdotes, en especial salesianos, fueron arrestados durante algunos días.
El 13 de marzo de 1957, la diócesis de Bahía Blanca fue elevada al rango de arquidiócesis, continuando monseñor Esorto al frente de la misma. Desde la misma fecha, la provincia eclesiástica subordinada a la arquidiócesis incluyó a las recién fundadas diócesis de Comodoro Rivadavia y Santa Rosa, y la ya existente diócesis de Viedma. Cuatro años más tarde se le incorporaría la diócesis de Río Gallegos.
Fundó el seminario diocesano La Asunción, que fue inaugurado en abril de 1959. Cuatro años más tarde fundó el Colegio Secundario de Bachillerato Humanista junto al seminario. Creó la Legión de María, la sede social de Cáritas, la Liga de Madres de Familia y la Asociación Cristiana de Dirigentes de Empresa (ACDE).
Participó en las sesiones preparatorias y plenas del Concilio Vaticano II.
Durante la crisis religiosa de fines de los años 1960 y comienzos de los 70, Esorto fue considerado un obispo abierto a nuevas posiciones, incluso ligado al Movimiento de Sacerdotes para el Tercer Mundo. Renunció a su cargo por razones de edad el 31 de mayo de 1972, y traspasó el cargo a su sucesor, monseñor Jorge Mayer, el 21 de julio de 1972.
Desde entonces vivió en la ciudad de Quilmes, donde falleció en el año 1978. Cumpliendo con su voluntad, sus restos fueron trasladados a la Catedral de Nuestra Señora de la Merced de Bahía Blanca.